# 오귀스트 뒤팽

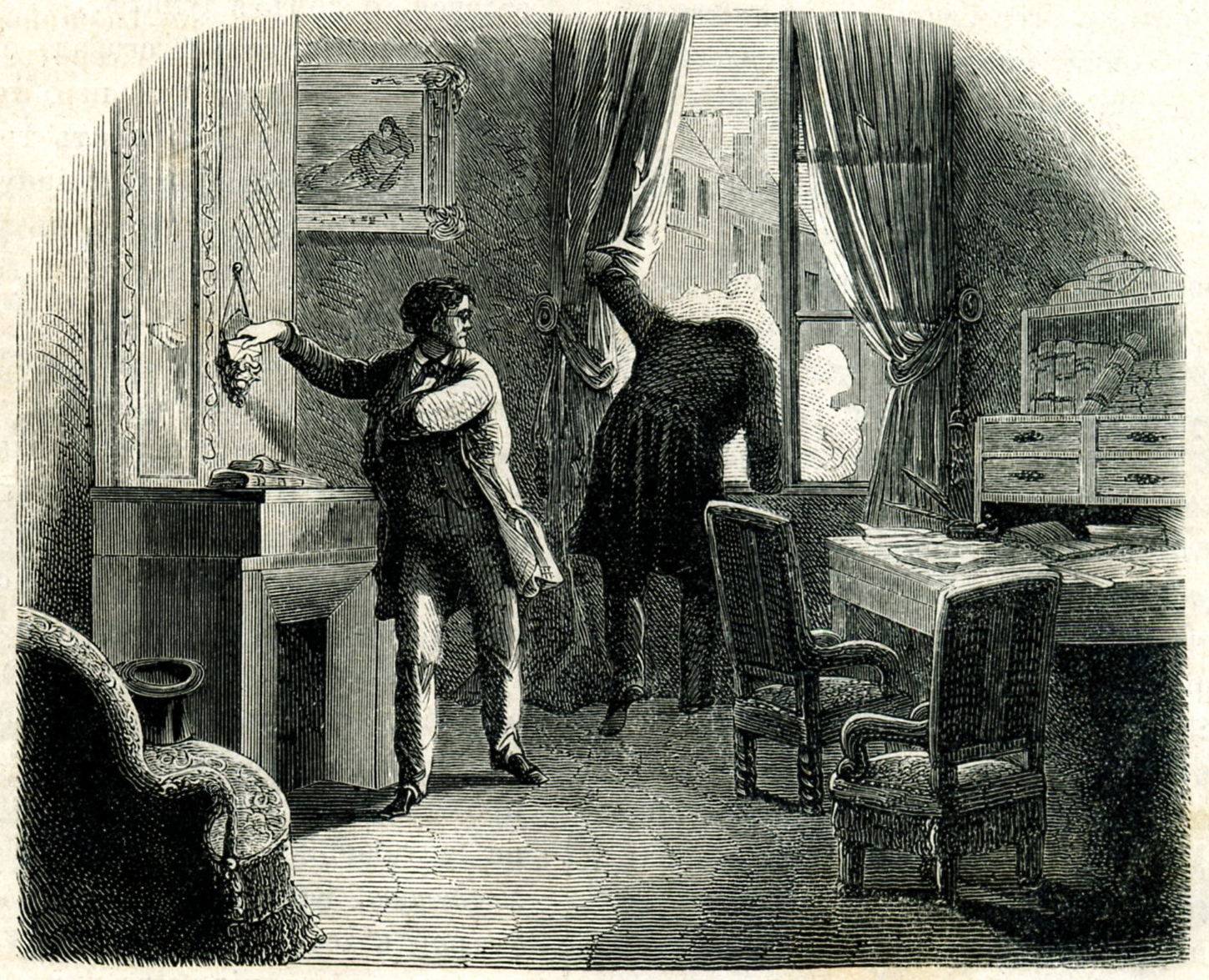

오귀스트 뒤팽(Auguste Dupin)은 에드거 앨런 포에 의해 창조된 소설상의 탐정으로, 《모르그 가의 살인 사건》에서 처음 등장했다.
오귀스트 뒤팽은 훗날 유명한 셜록 홈즈를 비롯한 많은 가상탐정의 모태가 된다. 그는 파리의 고택에서 홀로 살았다. 이후 많은 추리 소설에서 자주 등장하게 되는 많은 설정이 포의 작품에서 처음 등장한다. 예를 들어, 괴팍하지만 비상한 탐정이나, 무능한 경찰관 혹은 친한 친구의 최초 증언 같은 것들이다. 셜록 홈즈와 마찬가지로 뒤팽은 범죄를 풀기위해 놀라운 추리력과 관찰력을 사용한다.
셜록 홈즈가 처음으로 등장하는 코난 도일의 소설 《주홍색 연구》에서 홈즈는 자신을 오귀스트 뒤팽에 비교하는 왓슨에게 간단히 언급한다.
아마도 자네는 (오귀스트 뒤팽과 나를 비교함으로써) 나를 칭찬하는 것이겠지 ...
 그런데 내 생각으로는 뒤팽은 별볼일 없는 친구야,— 코난 도일의 《주홍색 연구》에서

이는 역설적으로 홈즈의 창조자 코난 도일이 홈즈의 원조격인 뒤팽을 창조한 에드가 앨런 포에 바치는 존경의 표시인 것이다.
그는 포의 다음 세작품에서 등장한다.
- "모르그 가의 살인 사건" (1841)
- "마리 로제의 수수께끼" (1842)
- "도둑맞은 편지" (1844)

또한 앨런 무어의 젠틀맨 리그 만화에서도 잠시 등장한다.